# Mike Curran
Michael Vincent Curran, detto Mike (International Falls, 14 aprile 1944), è un ex hockeista su ghiaccio statunitense.

## Palmarès

### Olimpiadi invernali
- Argento a Sapporo 1972.